# Вольпе, Винченцо
Винче́нцо Во́льпи (итал. Vincenzo Volpe; 14 декабря 1855, Гроттаминарда, Королевство Обеих Сицилий — 9 февраля 1929, Неаполь, Королевство Италия) — итальянский живописец, писавший картины в стиле академизма и натурализма.

## Биография
Родился в Гроттаминарда 14 декабря 1855 года в семье художника-портретиста Феличе Антонио Вольпе (1808—1867). Он был младшим братом художника Анджоло Вольпе (1838—1894). В 1863 году, вместе с семьей, переехал в Неаполь. В 1871 году поступил в Институт изящных искусств (ныне Академия изящных искусств) в Неаполе, в которой менее, чем за два года освоил пятилетний курс рисования. Учителем Вольпе был Доменико Морелли. В 1873 году он получил ежегодную премию академии, в которой учился.
В 1874—1890 годах Вольпе писал, главным образом, картины с изображением сцен из повседневной жизни и жизни в монастыре. В 1876 году с картиной «Модель художника» он дебютировал на выставке в салоне Сальваторе Роза в Неаполе. В его ранних работах, написанных под влиянием веризма, течения, видными представителями которого в живописи были его учитель Доменико Морелли и Филиппо Палицци, уже заметен индивидуальный авторский стиль. В 1880 и 1881 годах некоторые из его работ были выставлены на выставке в Турине и на Национальной выставке в Милане, где получили высокую оценку со стороны критиков. Одной из лучших картин этого периода, принадлежащих кисти живописца, является полотно «Монахини в Великий четверг» (1880), ныне входящее в собрания музея Каподимонте.
В 1891—1896 годах Вольпе активно занимался сакральным искусством. В этот период он получил заказ на восстановление и написание фресок в византийской часовне XIII века, посвящённой Богоматери, в аббатстве Монтеверджине. Работу над росписью капеллы художник начал вместе со старшим братом, после смерти которого он завершил работу один.
В 1897—1929 годах Вольпе вернулся к жанровой живописи, продолжив создавать произведения сакрального искусства. К этому же времени относится, написанная им, длинная серия портретов. По личному пожеланию короля Умберто I портрет монарха был заказан художнику, который писал его в Королевском дворце. В 1902 году Вольпе был принят на место преподавателя в Академию изящных искусств в Неаполе, в которой трудился до самой смерти. Его учениками были Роберто Кариньяни и Джулия Мазуччи-Фава. С 1915 по 1925 год Вольпе был президентом этой академии, а также членом Высшего совета по древностям и природному наследию. До конца жизни принимал участие на художественных выставках на родине и за рубежом. Умер в Неаполе 9 февраля 1929 года.
Перед ратушей в Гроттаминарда ему был установлен бронзовый бюст. Имя живописца носят Коммерческий технический институт в Гроттаминарда и улица города Авеллино. Его сын Габриэле, больше известный как Джеппино Вольпе, также стал художником.